# Moczytko (jezioro na Pojezierzu Wałeckim)
Moczytko – jezioro w woj. wielkopolskim, w pow. czarnkowsko-trzcianeckim, w gminie Trzcianka, leżące na terenie Pojezierza Wałeckiego. 
Powierzchnia zwierciadła wody według różnych źródeł wynosi od 7,2 ha do 11 ha 
Zwierciadło wody położone jest na wysokości 76,9 m n.p.m. lub 77,0 m n.p.m..
Jezioro bezodpływowe, położone wśród gruntów ornych. Brzegi jeziora od strony północnej i zachodniej przechodzą w podmokłe łąki.